# Thermithiobacillus
Thermithiobacillus es un género de proteobacterias. Los miembros de este género venían de Thiobacillus, antes de ser reclasificados en 2000.